# Mount Brounov
Mount Brounov (russisch Гора Брунова, transkribiert Gora Brunowa; norwegisch Brounovkollen) ist ein 2370 m hoher Berg im ostantarktischen Königin-Maud-Land. In der Payergruppe der Hoelfjella ragt er 2,5 km südlich des Mount Kibal’chich auf.
Entdeckt und anhand von Luftaufnahmen kartiert wurde der Berg bei der Deutschen Antarktischen Expedition (1938–1939) unter der Leitung Alfred Ritschers. Eine weitere Kartierung anhand von Luftaufnahmen erfolgte bei der Dritten Norwegischen Antarktisexpedition (1956–1960). Sowjetische Wissenschaftler nahmen bei einer von 1960 bis 1961 dauernden Forschungsreise eine neuerliche Kartierung vor und benannten ihn nach dem sowjetischen Geographen Pjotr Iwanowitsch Brunow (1852–1927). Die russische Benennung übersetzte das Advisory Committee on Antarctic Names 1970 ins Englische.